# Cantón de Niort-Este
El cantón de Niort-Este era una división administrativa francesa, que estaba situada en el departamento de Deux-Sèvres y la región de Poitou-Charentes.

## Composición
El cantón estaba formado por una fracción de la comuna que le daba su nombre:
- Niort (fracción)

## Supresión del cantón de Niort-Este
En aplicación del Decreto n.º 2014-176 de 18 de febrero de 2014, el cantón de Niort-Este fue suprimido el 22 de marzo de 2015 y la fracción de la comuna que le daba su nombre se unió con las demás para que, por medio de una reestructuración cantonal, fueran creados los nuevos cantones de Niort-1, Niort-2 y Niort-3.